# サクラメント郡 (カリフォルニア州)
サクラメント郡（英: Sacramento County）は、アメリカ合衆国カリフォルニア州北部に位置する郡である。郡庁所在地は、州都でもあるサクラメントである。人口は158万5055人（2020年）。
サクラメント都市圏は4つの郡で構成されているが、その中でもサクラメント郡が最大である。カリフォルニアセントラルヴァレー中央に約2,574 km2の面積があり、大農業地帯となっている。サクラメント川とサンワーキン川の間の低地デルタ地帯から、北はサクラメント市から約16 km、東はシエラネバダ山脈の麓まで拡がっている。郡南端部は直接サンフランシスコ・ベイエリアに接している。

## 歴史
サクラメント郡は、1850年にカリフォルニア州が成立したときに当所からあった郡の一つである。
市の西境を形成するサクラメント川にちなんで名付けられた。この川はスペインの騎兵士官ガブリエル・モラガが、カトリックの聖体拝領にちなみ「最も聖なる秘跡」（Santisimo Sacramento）の意で名付けた。
ルイス・クラーク探検隊の一員であったアレクサンダー・ハミルトン・ウィラードが古いフランクリン墓地に埋葬されている。

## 地理
アメリカ合衆国国勢調査局による報告では、郡域全面積は995平方マイル (2,578 km2)、このうち陸地が966平方マイル (2,501 km2) であり、水域は30平方マイル (77 km2)、水域率は3.00%である。郡の大半は標高が海面に近く、一部は海面以下である。東部境界に近い丘陵は標高が数百フィートになる。郡内にある水路としては、アメリカン川、サクラメント川およびその支流であるドライ・クリークがある。

### 国定自然保護地域
- ストーン湖国定野生動物保護区

### 隣接する郡
- サンホアキン郡 - 南側
- コントラコスタ郡 - 南西側
- ソラノ郡 - 西側
- ヨロ郡 - 西側
- サッター郡 - 北西側
- プレイサー郡 - 北側
- エルドラド郡 - 東側
- アマドール郡 - 東側

## 都市

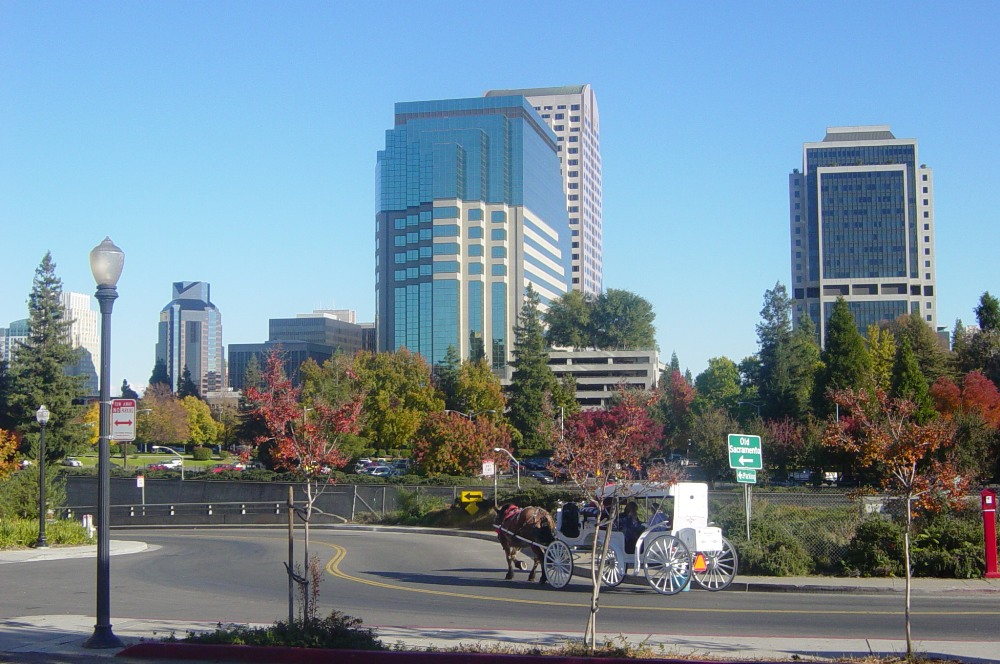
サクラメント市

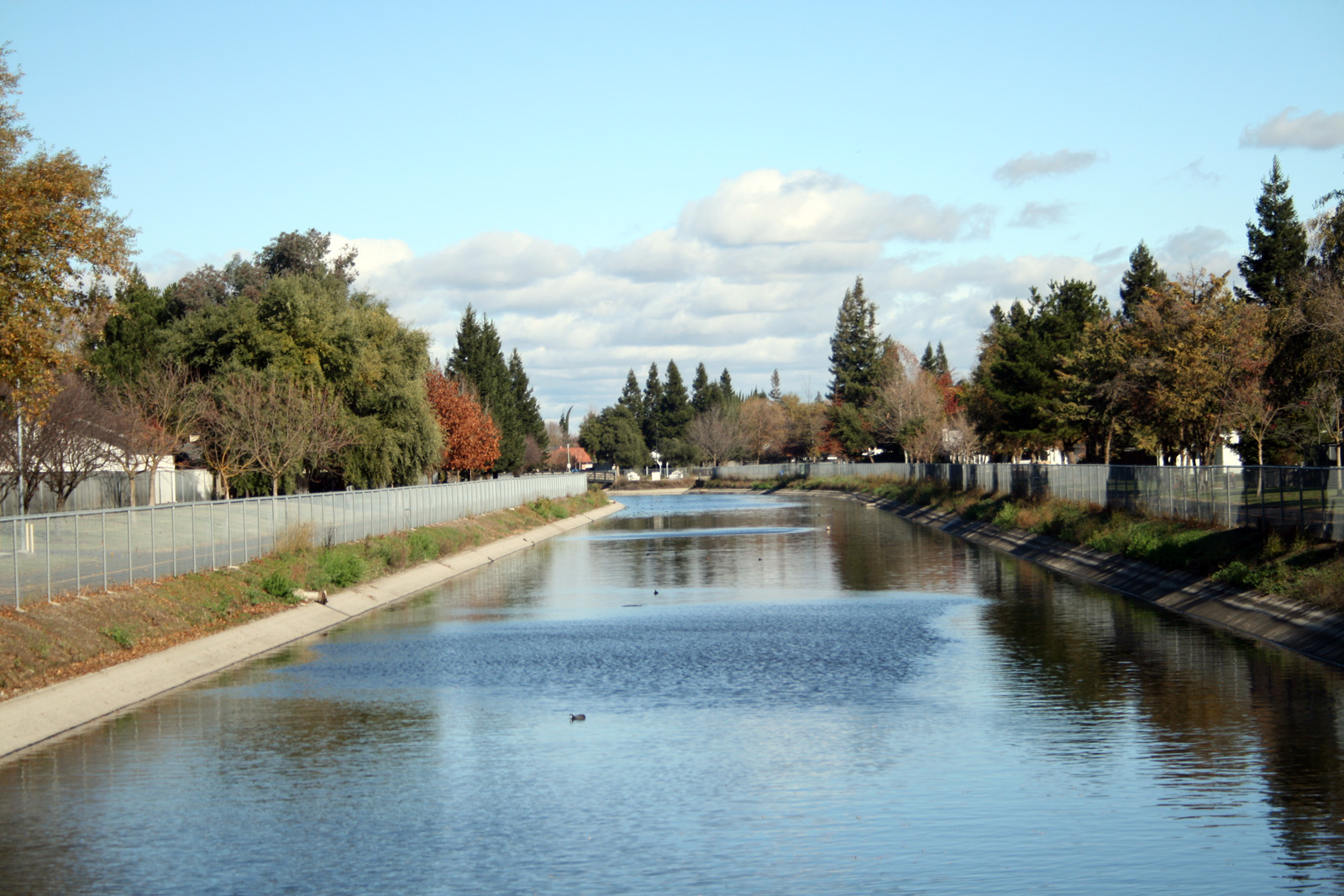
ポケット・グリーンヘイブン

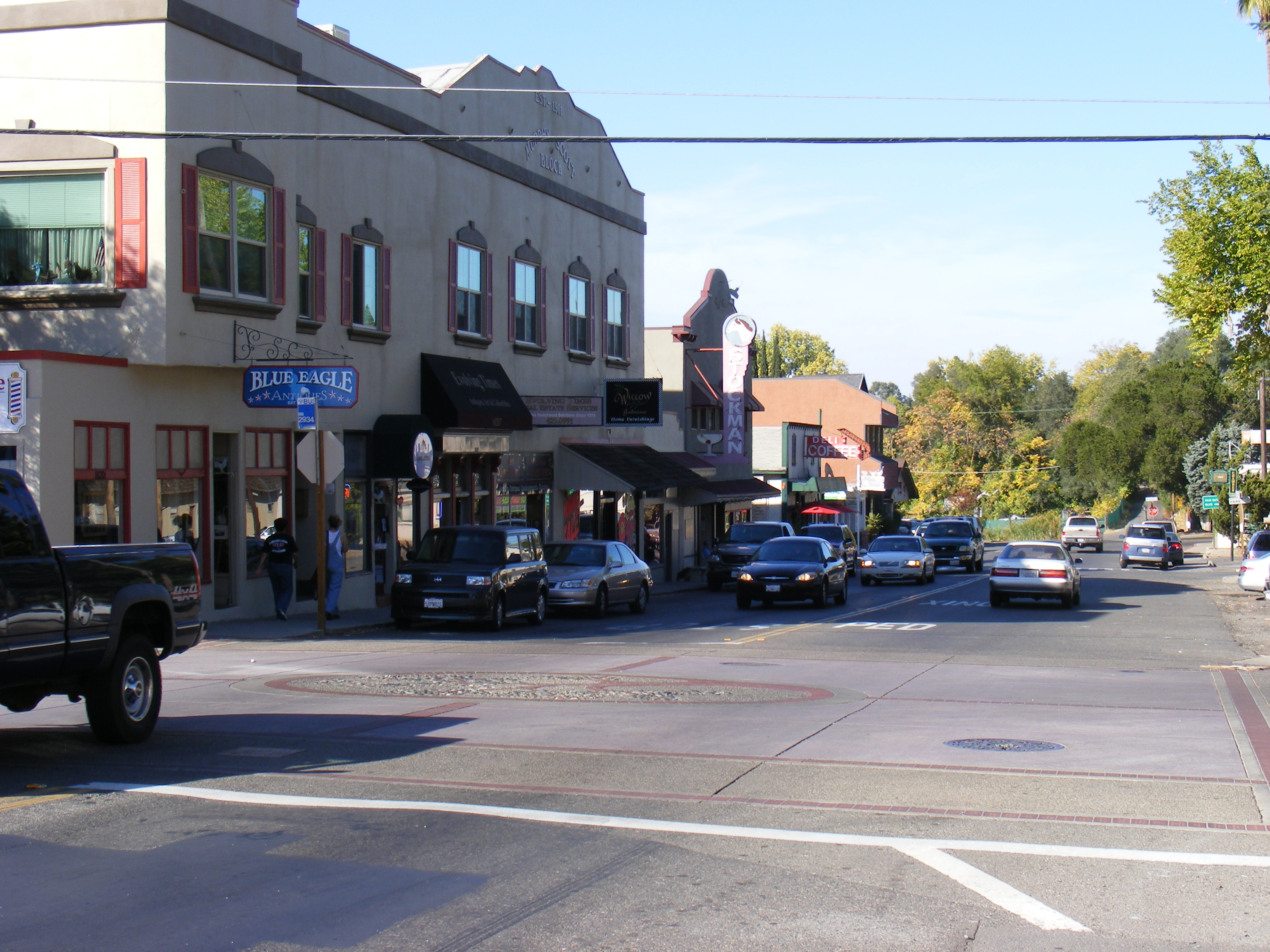
フェアオークス

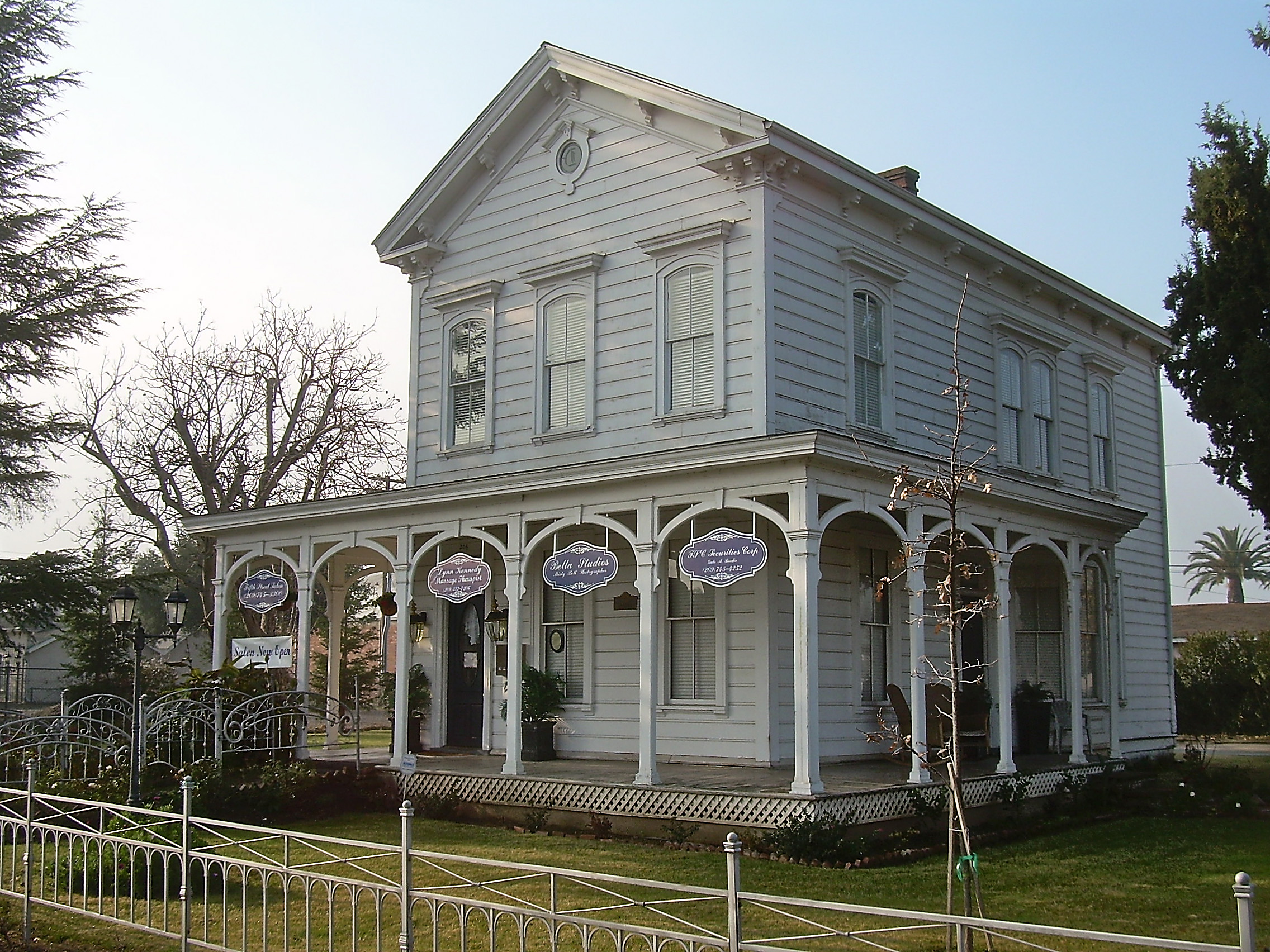
ゴールトのブリュースターハウス

### 市
- サクラメント（郡庁所在地）
- エルクグローブ
- シトラスハイツ
- フォルソム
- ランチョコルドバ
- ゴールト
- アイルトン

### CDP
- アーデン・アーケード
- アンテロープ
- カーマイケル
- デル・パスト・ハイツ
- エルバータ
- フェアオークス
- フローリン
- フットヒルファームズ
- ゴールドリバー
- ハギンウッド
- ヘラルド
- ラ・リビエラ
- ラグナ
- ロック
- ナトマス
- ノースハイランズ
- オレンジベール
- パークウェイ・サウスサクラメント
- ランチョミュリエッタ
- リオリンダ
- ローズモント
- ビニヤード
- ウォルナット・グローブ
- ウィルトン

## 交通

### 主要高規格道路
- 州間高速道路5号線
- 州間高速道路80号線
- 州間高速道路80号線産業道路
- アメリカ国道50号線
- カリフォルニア州道16号線
- カリフォルニア州道70号線
- カリフォルニア州道99号線
- カリフォルニア州道104号線
- カリフォルニア州道160号線

### 公共交通
サクラメント地域交通局がバスとライトレールを運行している。ライトレールの総延長は69キロメートルある。さらに隣接するヨロ郡の交通局がカリフォルニア大学デービス校とダウンタウン・サクラメントを結ぶ路線を運行している。
グレイハウンド (バス)やアムトラックの路線もサクラメントに入っている。
サクラメント港では毎年870,000 ショートトン (790,000 トン) の荷役を行っている。

### 空港
サクラメント国際空港は乗客用の主要フルサービス空港である。サクラメント郡が所有している。またランチョコルドヴァのサクラメント・マザー空港とサクラメント市内のサクラメント・エグゼクティブ空港も所有しており、どちらも一般用途用空港である。エルクグロウブとリオリンダには民間の公共用途空港もある。

## 政府と政治
サクラメント郡は選出された5人の委員で構成されるサクラメント郡管理委員会によって、サクラメント郡憲章とサクラメント郡法典に従い行政が行われている。委員会が指定する郡執行官、および選挙で選ばれる税査定官、地区検事、保安官および教育委員会が管理している。
大統領選挙におけるサクラメント郡は民主党と共和党が競っているが、民主党がやや有利である。民主党候補者は過去5回の大統領選挙で多数とはなったが、過半数を取ったのは1回だけ（2008年）だった。サクラメント市は民主党の強い地盤であり、田園部は強力に共和党を支持している。郊外地域は両党の支持が接近している。この傾向は連邦議会や州議会の選挙でも同様である。この郡で多数を制した共和党大統領候補としてはジョージ・H・W・ブッシュが最後だった（1888年）。
連邦議会選挙ではカリフォルニア州第5選挙区全部と第3選挙区の一部が入っており、また第4および第10選挙区の小部分も入っている。第3および第4選挙区は現在（2009年）共和党議員が代表となり、第5および第10選挙区は民主党議員である。
カリフォルニア州議会下院選挙では、第9選挙区全部と、第4、第5、第10および第15選挙区の一部が入っている。2009年時点で第9、第10および第15選挙区の議員は民主党、第4および第5選挙区は共和党となっている。
カリフォルニア州議会上院選挙では、第6選挙区の全部と、第1および第5選挙区の一部が入っている。2009年時点で第1選挙区は共和党議員、第5および第6選挙区は民主党議員となっている。
2008年時点で、有権者の45%は民主党支持、31%は共和党支持を表明している。残りの23%は支持政党を表明していない。

## 人口動態
以下は2000年の国勢調査による人口統計データである。
| 基礎データ - 人口: 1,223,499人 - 世帯数: 453,602世帯 - 家族数: 297,562家族 - 人口密度: 489人/km2（1,267人/mi2） - 住居数: 474,814軒 - 住居密度: 190軒/km2（492/mi2） 人種別人口構成 - 白人: 64.02% - アフリカン・アメリカン: 10.56% - ネイティブ・アメリカン: 1.09% - アジア人:13.53% - 太平洋諸島系: 0.59% - その他の人種: 7.48% - 混血: 5.84% - ヒスパニック・ラテン系: 19.31% - ドイツ系アメリカ人: 10.2% - イングランド系アメリカ人: 7.0% - アイルランド系アメリカ人: 6.7% - アメリカ人: 5.1% 主たる言語による人口構成 - 英語: 75.7% - スペイン語: 10.0% - モン語: 1.5% - 中国語またはマンダリン語: 1.4% - ベトナム語: 1.3% - タガログ語: 1.2% - ロシア語: 1.2% | 年齢別人口構成 - 18歳未満: 27.60% - 18-24歳: 9.50% - 25-44歳: 31.00% - 45-64歳: 20.90% - 65歳以上: 11.10% - 年齢の中央値: 34歳 - 性比（女性100人あたり男性の人口） - 総人口: 95.90 - 18歳以上: 92.50 世帯と家族（対世帯数） - 18歳未満の子供がいる: 33.70% - 結婚・同居している夫婦: 46.40% - 未婚・離婚・死別女性が世帯主: 14.10% - 非家族世帯: 34.40% - 単身世帯: 26.70% - 65歳以上の老人1人暮らし: 8.00% - 平均構成人数 - 世帯: 2.64人 - 家族: 3.24人 収入と家計 - 収入の中央値 - 世帯: 43,816米ドル - 家族: 50,717米ドル - 性別 - 男性: 39,482米ドル - 女性: 31,569米ドル - 人口1人あたり収入: 21,142米ドル - 貧困線以下 - 対人口: 14.1% - 対家族数: 10.3% - 18歳未満: 20.2% - 65歳以上: 6.6% |